# Ludwig Hoffmann (arquitecto)
Ludwig Ernst Emil Hoffmann (30 de julio de 1852 - 11 de noviembre de 1932) fue un arquitecto alemán, uno de los principales artífices del Gran Berlín de comienzos del siglo XX.

## Vida y carrera

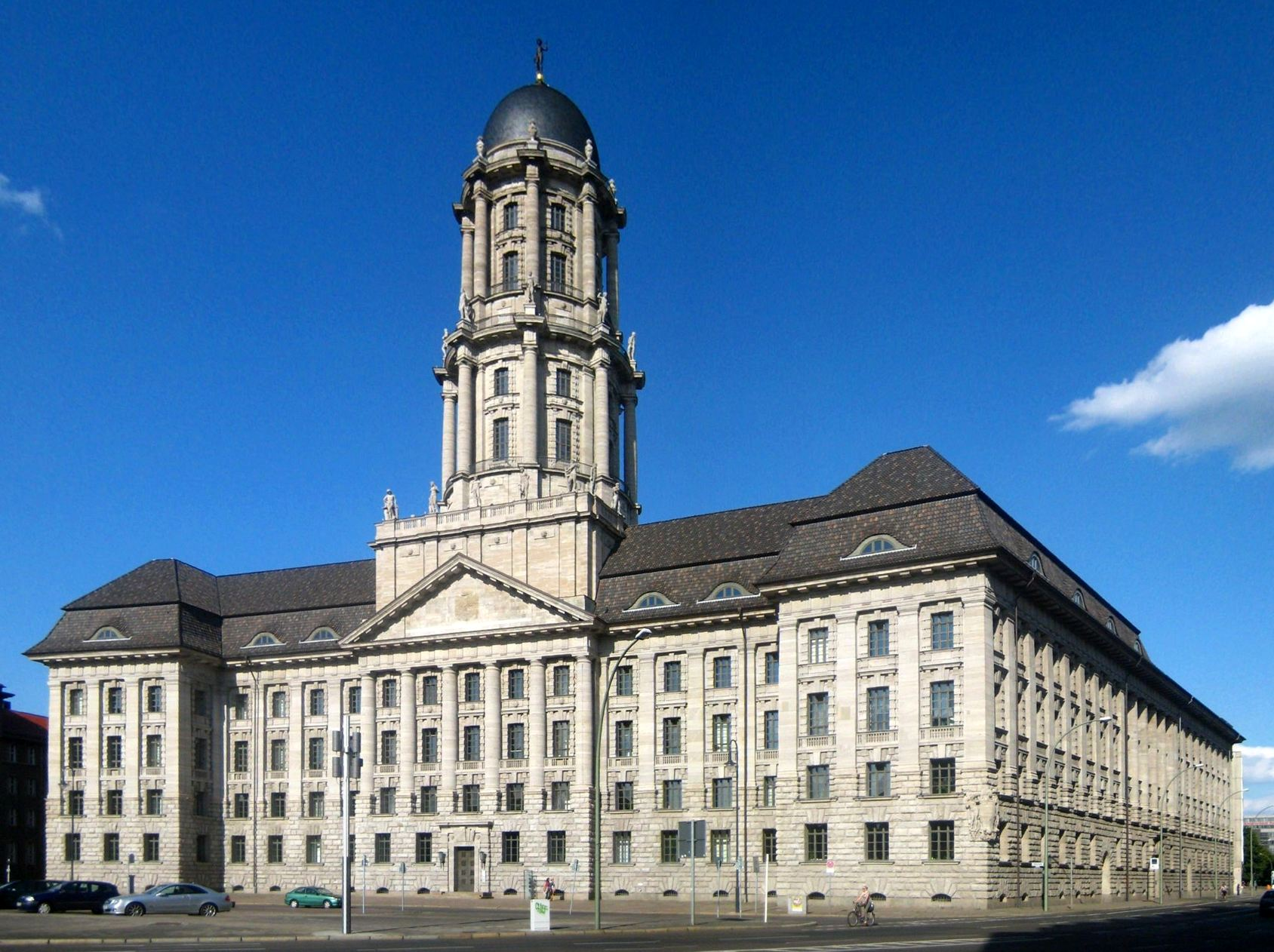
Altes Stadthaus en Berlín

Ludwig Hoffmann nació en Darmstadt y se educó en la Academia de Arte de Kassel) y en la Academia de arquitectura de Berlín.. En 1879, después de pasar el primer examen estatal, Hoffmann comenzó a trabajar para el gobierno de Berlín como capataz de construcción a las órdenes de Franz Heinrich Schwechten. Su carrera arquitectónica comenzó en 1880, cuando junto a Peter Dybwad, ambos todavía desconocidos, ganaron el concurso para diseñar el edificio de la Corte Suprema en Leipzig frente a otras 118 propuestas. En 1895, el año en que se completó la obra, regresó a Berlín y se casó con Marie Weisbach, hija de un banquero.
En 1896, Hoffmann se convirtió en Stadtbaurat, director de planificación y construcción urbanas para Berlín.. Desempeñó el cargo durante 28 años, hasta 1924, cuando alcanzó la edad de jubilación obligatoria de 72 años. Actualmente es considerado el titular más importante de este puesto.
Bajo su liderazgo se construyeron 111 instalaciones, que incluyen más de 300 edificios. Diseñó el nuevo edificio administrativo para la ciudad de Berlín, ahora conocido como Altes Stadthaus (1902-1911), el Museo Märkisches (1899-1904), el museo de Berlín y el Mark Brandenburg. Con Alfred Messel proyectó la versión construida del Museo de Pérgamo en la Isla de los Museos (1910-1930). Además diseñó puentes, fuentes, baños públicos, escuelas de todo tipo, orfanatos, complejos hospitalarios, cementerios, villas privadas y edificios de apartamentos. En sus memorias, describe la larga historia de trabajo en la Fuente de los Cuentos de Hadas para el Volkspark Friedrichshain, el primer parque público en Berlín.
Hoffmann tuvo un impacto significativo en el desarrollo urbano de Berlín, tanto a través de sus propios diseños como en su función de jurado de concursos arquitectónicos. Algunas de sus propuestas no llegaron a construirse debido a la Primera Guerra Mundial, varios de sus edificios fueron destruidos durante la Segunda Guerra Mundial y otros fueron posteriormente demolidos. Se conserva un archivo de muchos de sus diseños en el Museo de Arquitectura de la Universidad Técnica de Berlín.

### Honores y críticas

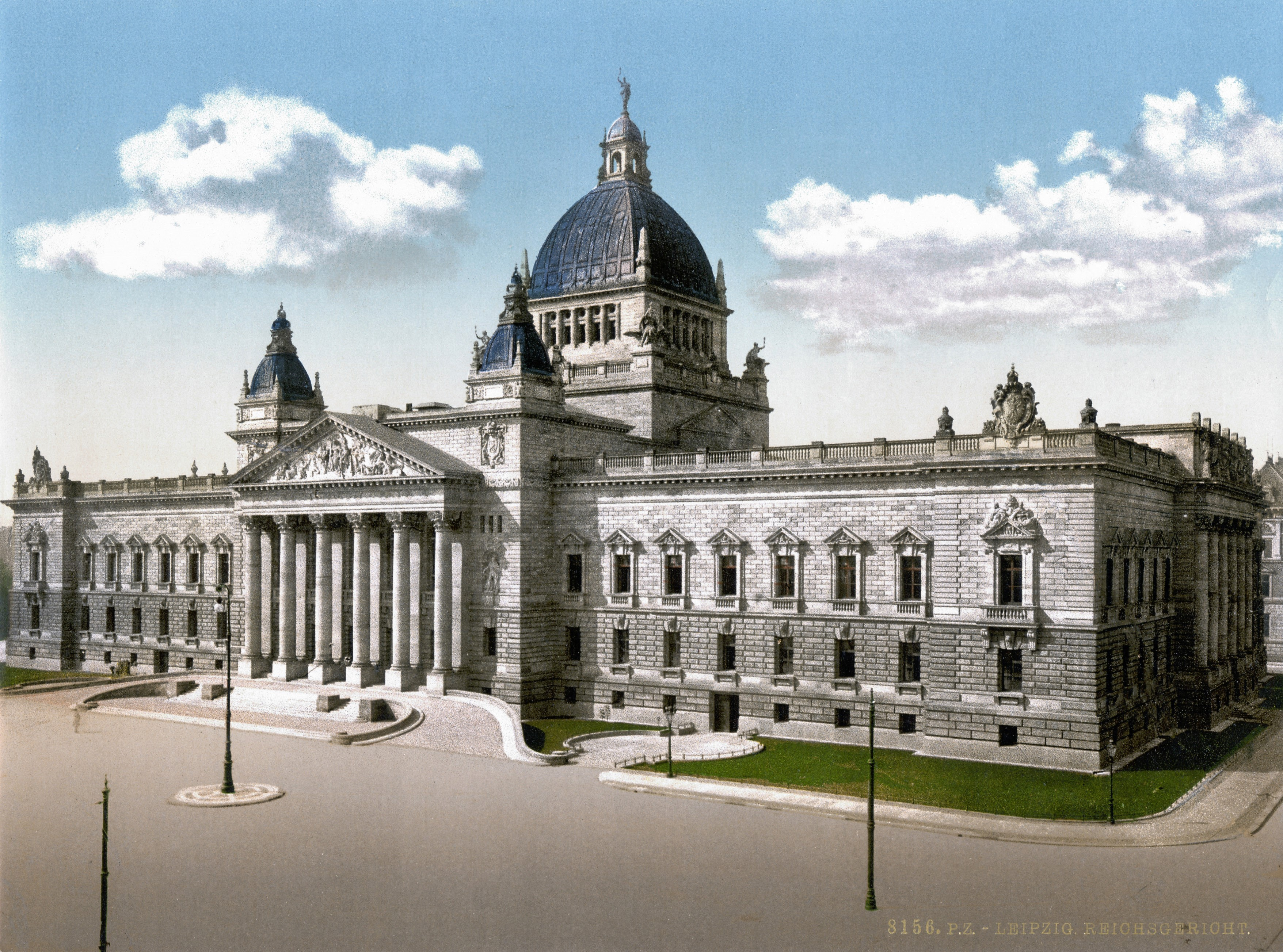
Tribunal Supremo de Leipzig

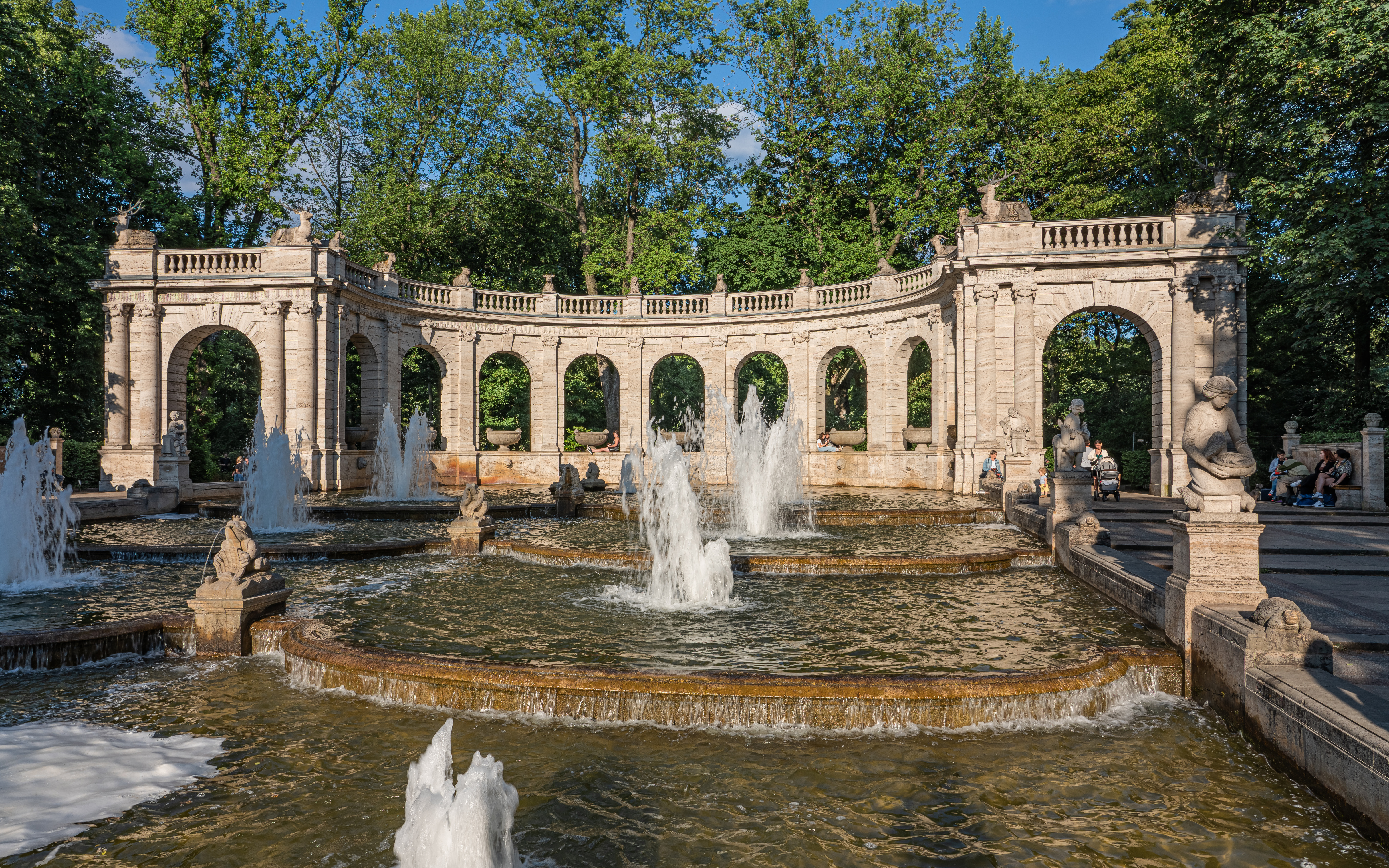
Fuente de los Cuentos de Hadas (Berlín)

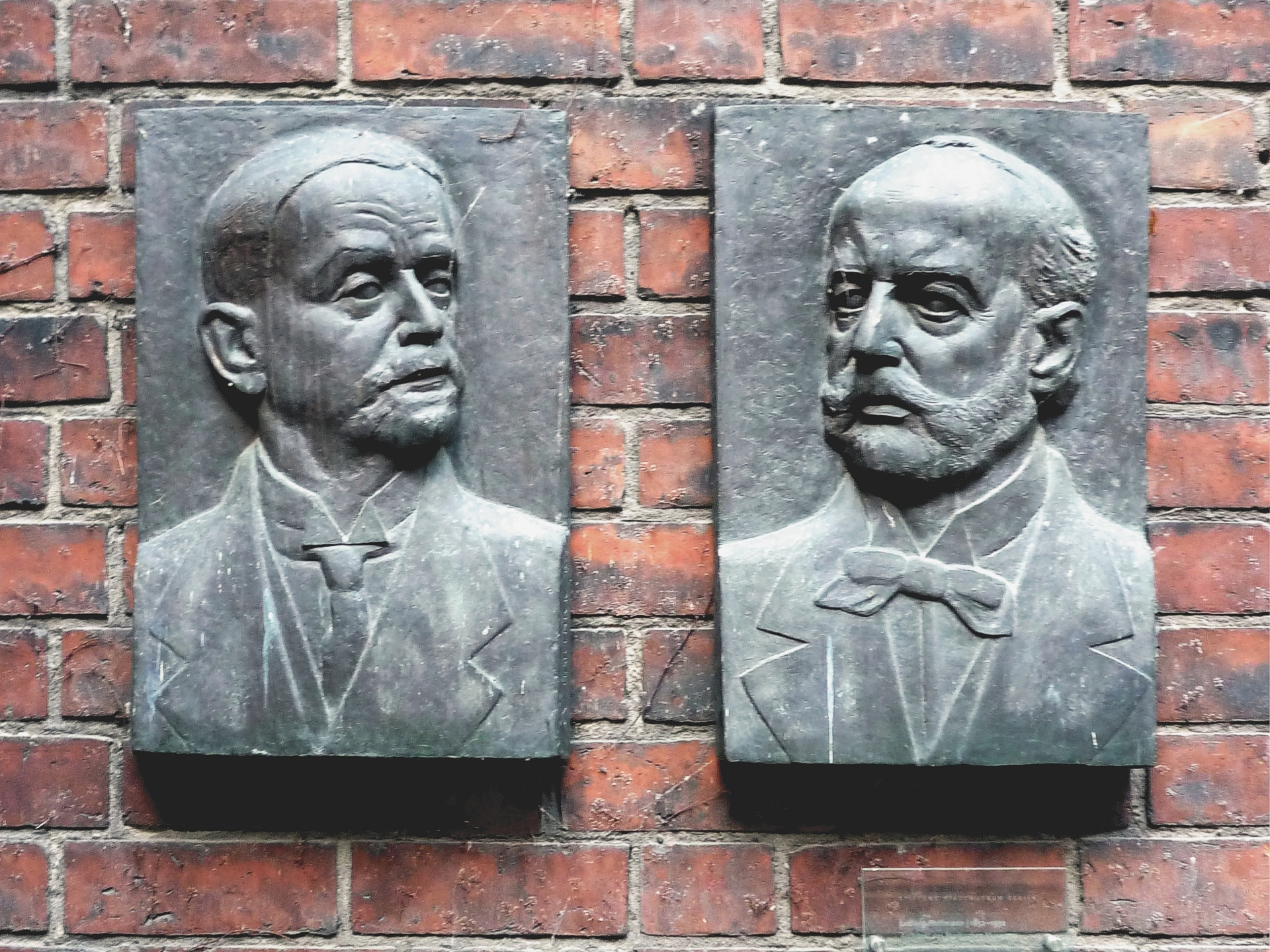
Retratos de Hoffmann y Ernst Friedel en el Museo Märkisches, grabados por Evelyn Hartnick

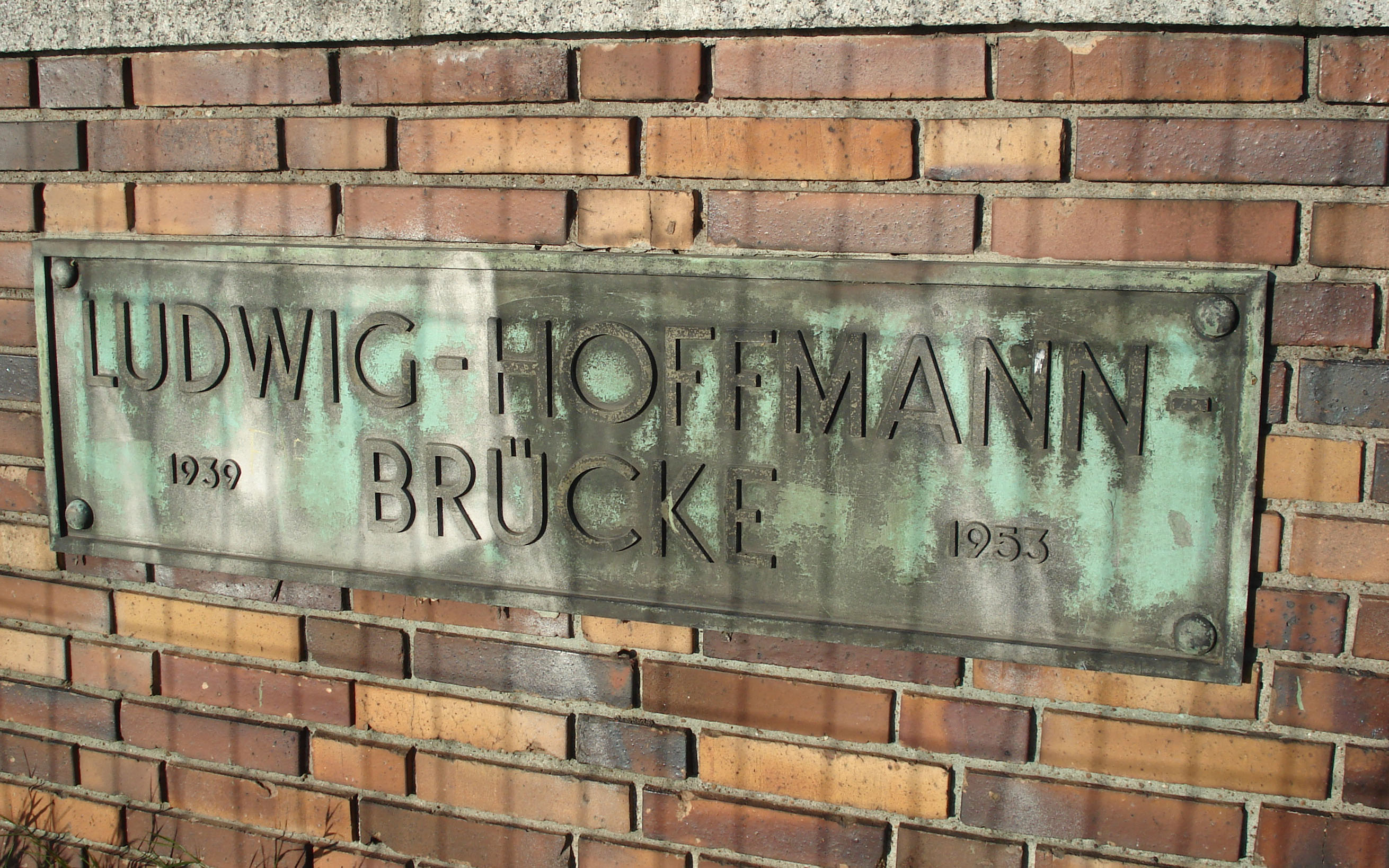
Firma en el puente Ludwig Hoffmann Bridge en Moabit

En 1906, Ludwig Hoffmann recibió el título de consejero privado y un doctorado honorario por la Universidad Técnica de Darmstadt. En el mismo año fue elegido miembro de la Academia de las Artes de Prusia. En 1917 recibió un segundo doctorado honorífico, por la Universidad Técnica de Viena. Tras su retiro en 1924, recibió la ciudadanía honoraria de Berlín. Una escuela primaria en Friedrichshain (que construyó), un hospital en Pankow, un puente en Moabit, y una calle en el sector de Sellerhausen de Leipzig llevan su nombre.
El trabajo de Hoffmann perdió su favor por su historicismo, pero ahora se reconoce como una parte importante del esfuerzo para acomodar el rápido crecimiento de Berlín antes de la Primera Guerra Mundial. Ya en 1956, Ludwig Mies van der Rohe admitió que Hoffmann había sido minusvalorado.